# فیلیپ امنه
فیلیپ امنه (فرانسوی: Philippe Omnès‎؛ زادهٔ ۶ اوت ۱۹۶۰) شمشیربازی اهل فرانسه بود.
وی در مسابقات کشوری و بین‌المللی در مجموع برندهٔ ۱ مدال طلا، ۱ مدال برنز شده‌است.